# سینتا لورا
عاشق لورا کیهلز (اندونزیایی: Cinta Laura Kiehl؛ زاده ۱۷ اوت ۱۹۹۳، در کواکنبورک، آلمان) یک جوان بازیگر و خواننده اندونزی است. عشق آغاز شد در جامعه زمانی که با بازی در سریالهای تلویزیونی شناخته می‌شوند سیندرلا (عشق فقط رؤیا؟). عشق گرفتن جایزه "SCTV Awards" در این رده از "بازیگر محبوب" در ۲۰۰۷. پس از موفقیت درگرفتن جایزه، او نیز یک بازیکن بزرگ در هر دو اپرا صابون بود "Upik Abu Dan Laura" تولید شده توسط "Sinemart" است که در "RCTI" پخش می‌شود. در این مورد، عشق چیزی جدید می‌دهد، که او یک آهنگ ضبط با عنوان "You Say Aku" که آن هم موسیقی متن این هر دو. لورا عشق نیز در فیلم‌های ستاره دار، "Oh Baby" توسط "Pictures MD" در ۲۰۰۸ تولید می‌شود. در این فیلم، عشق لازم است به عمل و رقص. عشق نیز به‌طور فزاینده جهان از آواز خواندن بررسی با خواندن دو آهنگ در موسیقی فیلم، "Oh Baby" و "We Can't Do It".